# Blegaoloh
Blegaoloh is een bestuurslaag in het regentschap Bangkalan van de provincie Oost-Java, Indonesië. Blegaoloh telt 1921 inwoners (volkstelling 2010).